# Telescopio reflector

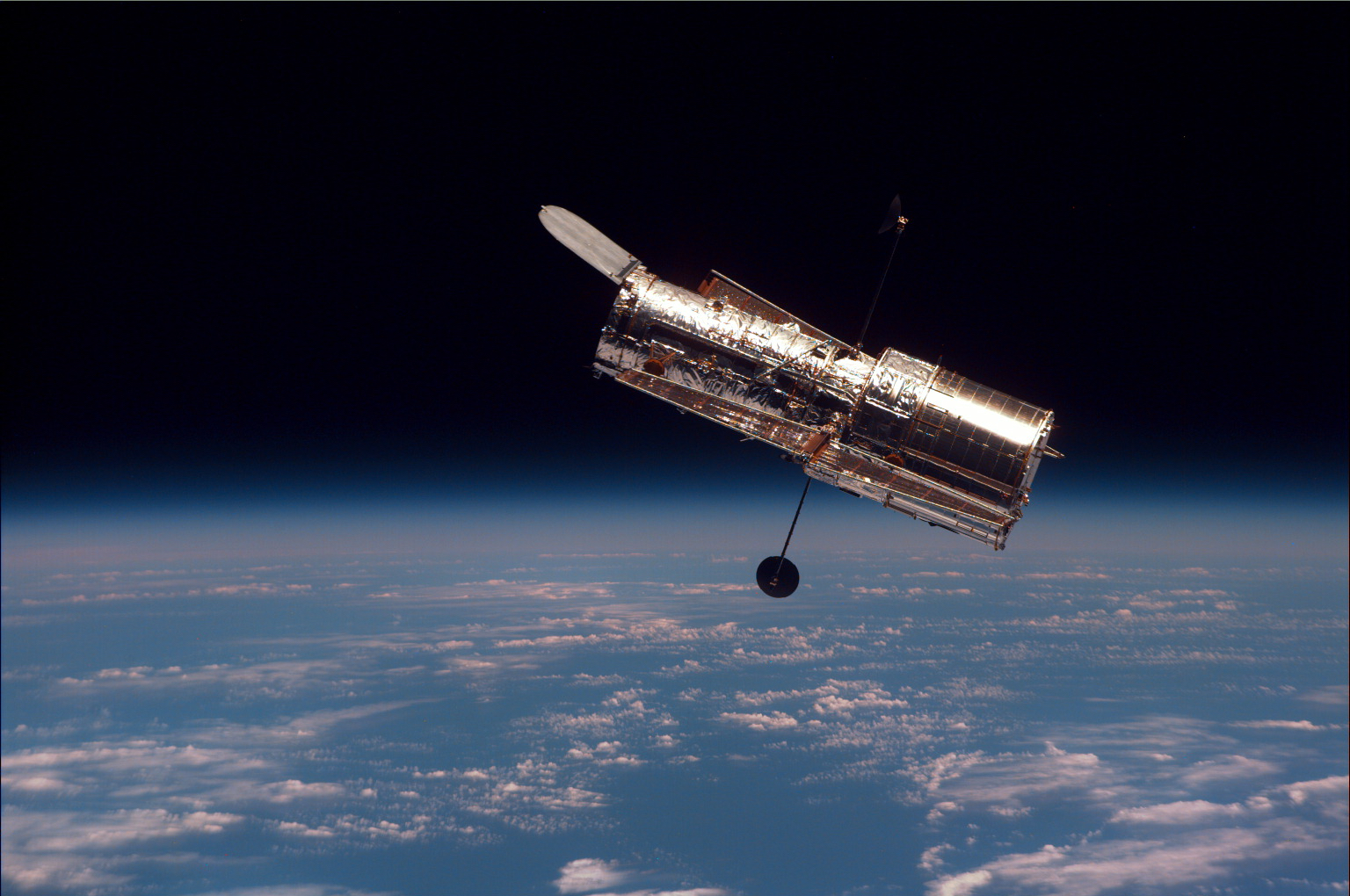
Telescopio espacial Hubble.

Un telescopio reflector es un telescopio óptico que utiliza espejos en lugar de lentes para enfocar la luz y formar imágenes.
El telescopio reflector fue inventado en el siglo XVII por Isaac Newton como alternativa al telescopio refractor que, en aquella época, era un diseño que sufría una grave aberración cromática. Aunque los telescopios reflectores producen otros tipos de aberración óptica, es un diseño que permite objetivos de gran diámetro. Casi todos los grandes telescopios utilizados en la investigación astronómica son reflectores.  Existen muchas variantes y algunos emplean elementos ópticos adicionales para mejorar la calidad de la imagen o colocarla en una posición mecánicamente ventajosa.  Dado que los telescopios reflectores utilizan espejos, el diseño se denomina a veces telescopio catóptrico'.
Desde la época de Newton hasta la década de 1800, el espejo en sí estaba hecho de metal – , normalmente metal especular. Este tipo incluía los primeros diseños de Newton e incluso los mayores telescopios del siglo XIX, el Leviatán de Parsonstown con un espejo metálico de 1,8 metros de ancho. A finales del siglo XIX empezó a popularizarse un nuevo método que utilizaba un bloque de vidrio recubierto con una capa muy fina de plata. Telescopios comunes que dieron lugar al Crossley y a los telescopios reflectores de Harvard, que ayudaron a establecer una mejor reputación para los telescopios reflectores, ya que los diseños con espejos metálicos destacaban por sus inconvenientes. Principalmente, los espejos metálicos sólo reflejaban aproximadamente 2/3 de la luz y el metal se empañaba. Después de múltiples pulidos y deslustres, el espejo podía perder su figura precisa necesaria.
Los telescopios reflectores se hicieron extraordinariamente populares para la astronomía y muchos telescopios famosos, como el Telescopio espacial Hubble, y modelos populares de aficionados utilizan este diseño. Además, el principio del telescopio reflector se aplicó a otras longitudes de onda electromagnéticas y, por ejemplo, los telescopios de rayos X también utilizan el principio de reflexión para fabricar ópticas formadoras de imágenes.

## Historia

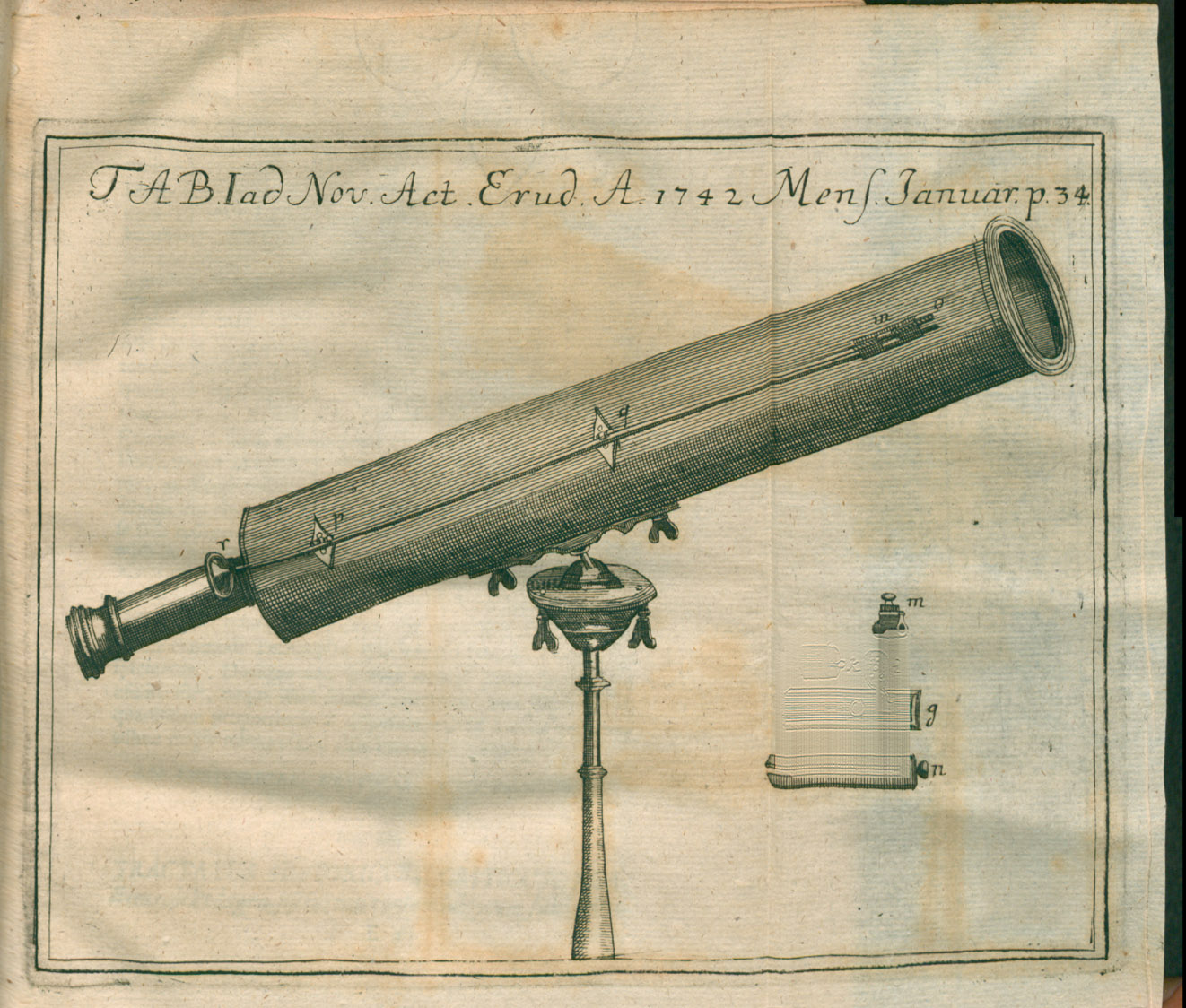
Ilustración de un telescopio reflector desde la reseña de Construction d'un telescope par reflexion, de mr. Newton, ayant seize pouces de longueur... publicada en Acta eruditorum, 1741

No se sabe con certeza cuál fue el primer telescopio reflector, pero la idea de la utilización de espejos cóncavos y convexos colocados en ángulos indicados para observar grandes regiones a grandes distancias, se le atribuye a Leonard Digges en su libro Pantometría. El libro póstumo fue completado y publicado por su hijo Thomas Digges en 1571.
En 1636, Marin Mersenne, un religioso de la orden de los Mínimos, ideó un telescopio reflector que consistía en un espejo parabólico con un pequeño orificio frente a otro de menor tamaño de modo que la luz se reflejase hacia el ojo a través del orificio.
En 1663 James Gregory tomó la idea de Mersenne y perfeccionó el telescopio agregando un pequeño espejo secundario cóncavo y elipsoidal que reflejase la luz procedente del espejo primario al segundo plano focal de la elipse, situado en el centro del agujero de este, y de ahí al ocular.  Isaac Newton perfeccionó el telescopio reflector alrededor de 1670.
Los telescopios reflectores evitan el problema de la aberración cromática, una degradación notable de las imágenes en los telescopios refractores de la época (posteriormente este problema se resolvió utilizando lentes acromáticas). El reflector clásico formado por dos espejos y un ocular se conoce como reflector Newtoniano.

## Consideraciones técnicas
El telescopio reflector es utilizado comúnmente en el mundo de la astronomía amateur. Los observatorios profesionales utilizan un diseño algo más complejo con un foco Cassegrain. En el año 2001 existían al menos 49 reflectores con espejos primarios con un diámetro superior a 2 metros. Los más grandes consisten de espejos primarios modulares y pueden tener aberturas de hasta 9-10 m.
Los telescopios reflectores o Newtonianos utilizan 2 espejos, uno en el extremo del tubo (espejo primario), que refleja la luz y la envía al espejo secundario y este la envía al ocular.
En el plano focal se puede situar un instrumento científico como una CCD o un espectrógrafo o un ocular para la observación visual directa.
Los telescopios reflectores eliminan la aberración cromática pero poseen otros tipos de aberraciones ópticas. Algunos telescopios disponen de diseños más complejos para corregir algunas de estas aberraciones.
- Aberración esférica (el plano imagen es curvado si el espejo se desvía de la forma ideal parabólica).
- Coma.
- Distorsión del campo de visión.

Las principales ventajas de los reflectores con respecto a los refractores son:
- La lente ha de estar libre de imperfecciones mientras que en un espejo basta con asegurar la perfección de su superficie.
- La luz de diferentes longitudes de onda atraviesa la lente medio a diferentes velocidades causando una aberración cromática. La creación de lentes acromáticas de gran tamaño que corrijan este defecto es un proceso muy costoso. Este problema es inexistente en un espejo.
- Existen problemas estructurales importantes para manipular lentes de gran apertura. Las lentes sólo pueden estar sujetas por sus extremos y si son de gran tamaño la distorsión producida por la gravedad puede distorsionar la imagen. Un espejo puede estar sujeto por toda su superficie evitando este problema.

## Tipos de telescopios reflectores
- Newtoniano: desarrollado por Newton, poco después de la muerte de su madre. El telescopio newtoniano fue el primer telescopio reflector de éxito, terminado por Isaac Newton en 1668. Suele tener un espejo primario paraboloide, pero a relaciones focales de aproximadamente f/10 o superiores, un espejo primario esférico puede ser suficiente para obtener una alta resolución visual. Un espejo secundario plano refleja la luz hacia un plano focal situado en el lateral de la parte superior del tubo del telescopio.  Es uno de los diseños más sencillos y menos costosos para un tamaño dado de primario, y es popular entre los fabricantes de telescopios aficionados como proyecto de construcción casera.

- Cassegrain: desarrollado poco después que los telescopios newtonianos en el siglo XVII. El telescopio cassegrain (a veces denominado "Cassegrain clásico") se publicó por primera vez en un diseño de 1672 atribuido a Laurent Cassegrain. Tiene un espejo primario parabólico, y un espejo secundario hiperbólico que refleja la luz hacia abajo a través de un agujero en el primario. El efecto de plegado y divergencia del espejo secundario crea un telescopio con una gran distancia focal a la vez que tiene un tubo de corta longitud.
- Ritchey-Chrétien: la más utilizada en los telescopios profesionales.
- Gregory: gracias a un espejo secundario cóncavo permiten obtener una imagen no invertida apta para la observación terrestre. No son muy populares en la actualidad.
- Schmidt-Cassegrain: el espejo primario parabólico se sustituye por un espejo esférico y la aberración esférica se corrige con una placa de Schmidt en el espejo secundario. Permite combinar buenas características de reflectores y refractores y se suelen utilizar para obtener imágenes de amplio campo. También son populares entre los amateurs.
- Maksútov.
- Schmidt: utilizado para fotografías de gran campo, como en la astronomía.

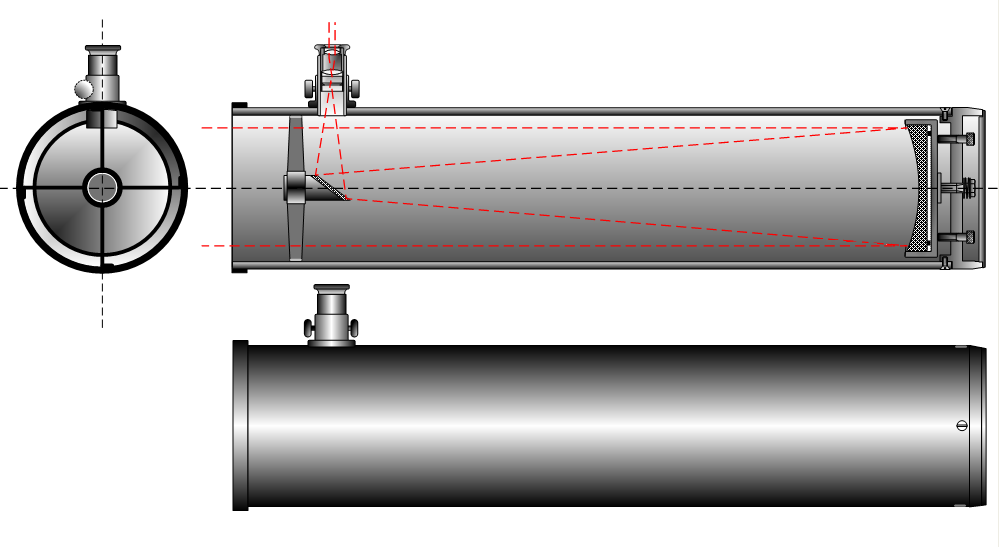
Newtoniano
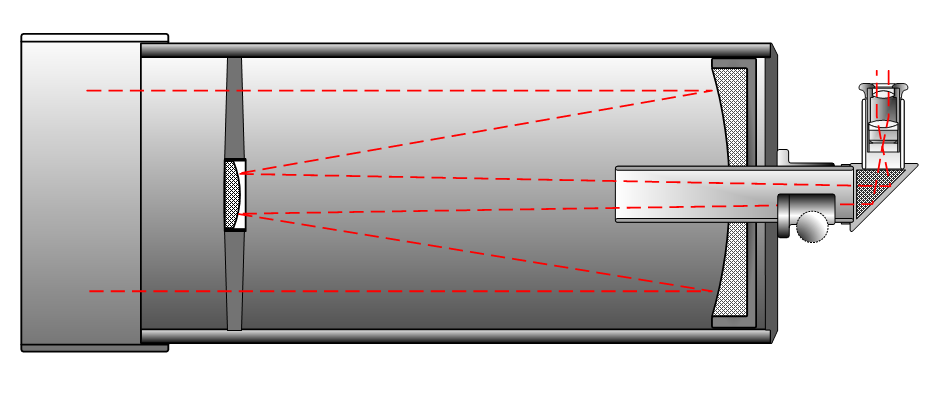
Cassegrain
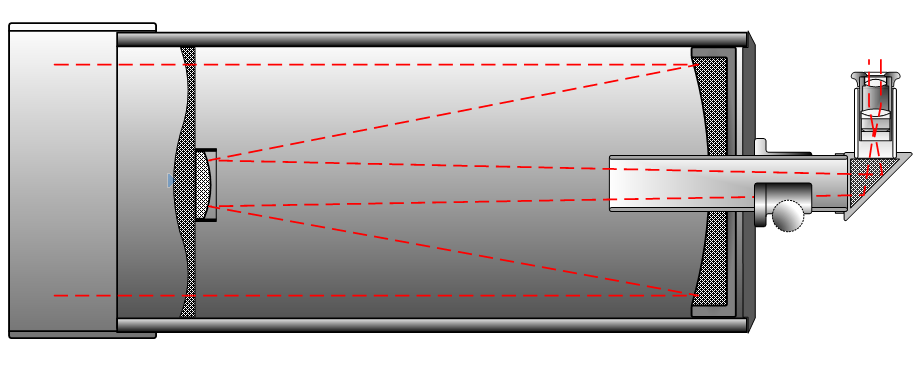
Schmidt-Cassegrain
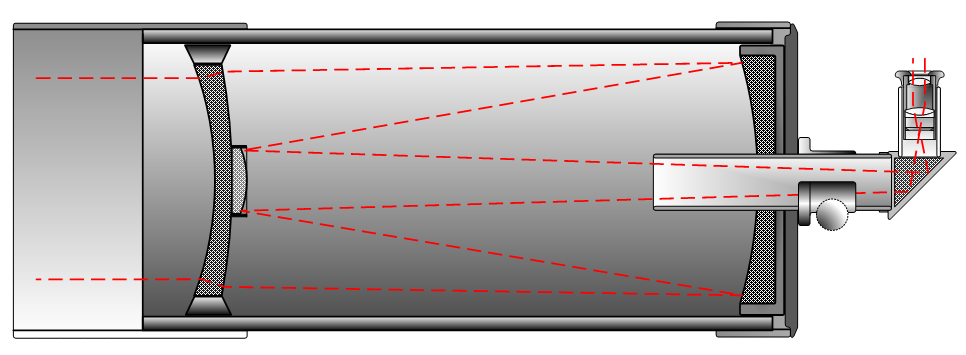
Maksútov-Cassegrain
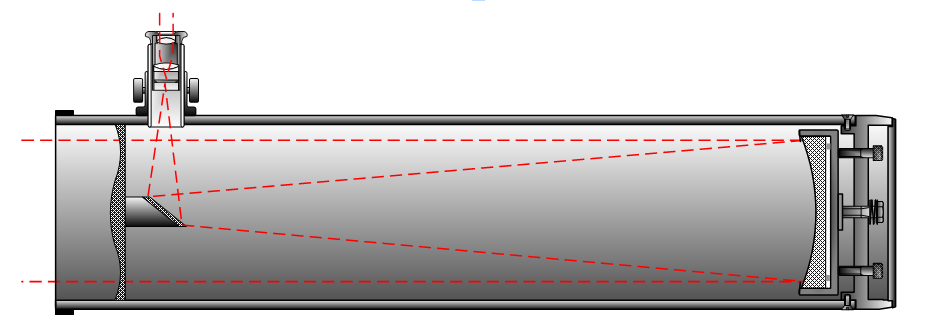
Schmidt-Newton
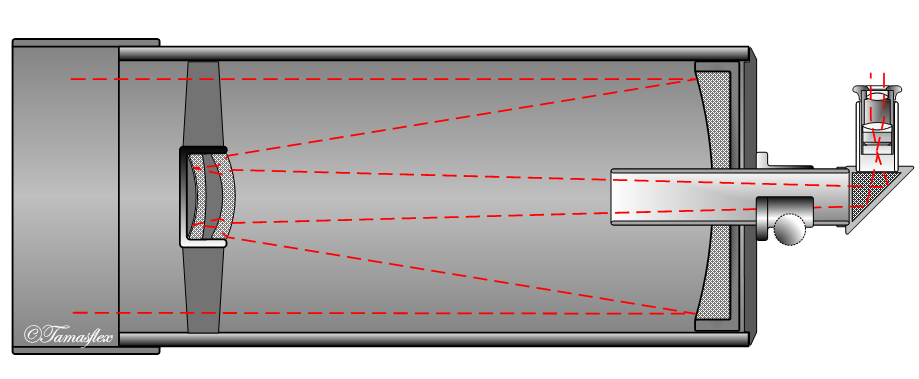
Klevtsov
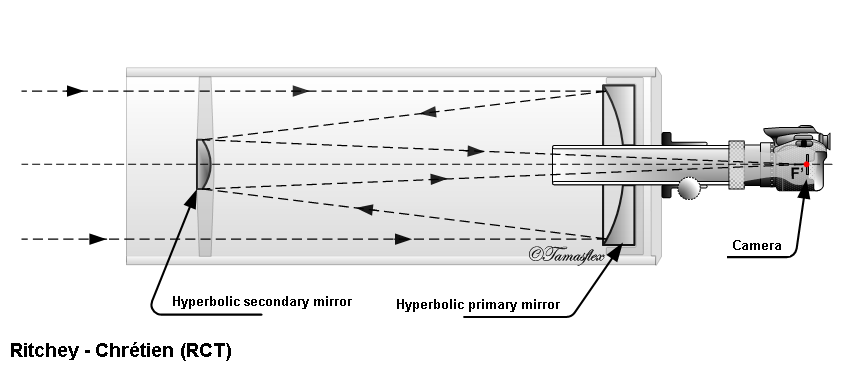
Ritchey-Chrétien

En la actualidad se estudia la posibilidad de utilizar un líquido rotante sobre una superficie para formar un paraboloide perfecto que refleje la luz. Tales telescopios se conocen como telescopios de espejo líquido (LMT de sus siglas en inglés) y permitirían espejos de gran tamaño con un coste mucho menor. Existe un proyecto para montar un futuro telescopio de este tipo en la Luna con un diámetro de hasta 100m, pero por ahora este tipo de telescopio reflector solamente se ha probado con éxito con aberturas de 1,5 y 3 m.

## Planos focales

### Foco primario

Un diseño de telescopio de foco primario. El observador/cámara está en el punto focal (mostrado como una X roja).

En un diseño de foco primario no se utilizan ópticas secundarias, se accede a la imagen en el punto focal del espejo primario. En el punto focal hay algún tipo de estructura para sostener una placa de película o un detector electrónico. En el pasado, en telescopios muy grandes, un observador se sentaba dentro del telescopio en una "jaula de observación" para ver directamente la imagen o manejar una cámara. En la actualidad, las cámaras CCD permiten manejar el telescopio a distancia desde casi cualquier lugar del mundo. El espacio disponible en el foco principal está muy limitado por la necesidad de evitar obstruir la luz entrante.
Los Radiotelescopioss suelen tener un diseño de foco primario. El espejo se sustituye por una superficie metálica para reflejar ondas de radio, y el observador es una antena.

### Enfoque Cassegrain

Diseño Cassegrain

En los telescopios construidos según el diseño Cassegrain u otros diseños relacionados, la imagen se forma detrás del espejo primario, en el punto focal del espejo secundario. Un observador mira a través de la parte trasera del telescopio, o se monta una cámara u otro instrumento en la parte trasera. El enfoque Cassegrain se utiliza comúnmente para telescopios de aficionados o telescopios de investigación más pequeños. Sin embargo, para grandes telescopios con instrumentos correspondientemente grandes, un instrumento con enfoque Cassegrain debe moverse con el telescopio mientras gira; esto impone requisitos adicionales a la resistencia de la estructura de soporte del instrumento, y potencialmente limita el movimiento del telescopio para evitar la colisión con obstáculos como paredes o equipos dentro del observatorio.

### Nasmyth y enfoque coudé

Camino de luz Nasmyth/coudé

.

#### Nasmyth
El diseño Nasmyth es similar al Cassegrain excepto en que la luz no se dirige a través de un agujero en el espejo primario; en su lugar, un tercer espejo refleja la luz hacia el lateral del telescopio para permitir el montaje de instrumentos pesados. Se trata de un diseño muy común en los grandes telescopios de investigación.

#### Coudé
Añadiendo más óptica a un telescopio de estilo Nasmyth para entregar la luz (normalmente a través del eje de declinación) a un punto de enfoque fijo que no se mueve al reorientar el telescopio se obtiene un enfoque coudé (del francés codo). El enfoque coudé proporciona un campo de visión más estrecho que un enfoque Nasmyth y se utiliza con instrumentos muy pesados que no necesitan un campo de visión amplio. Una de estas aplicaciones son los espectrógrafos de alta resolución que tienen grandes espejos colimadores (idealmente con el mismo diámetro que el espejo primario del telescopio) y distancias focales muy largas. Tales instrumentos no podían resistir el desplazamiento, por lo que la única opción era añadir espejos a la trayectoria de la luz para formar un tren coudé, desviando la luz a una posición fija hacia un instrumento de este tipo alojado en el suelo de observación o debajo de él (y normalmente construido como parte integrante inmóvil del edificio del observatorio). El telescopio Hale de 60 pulgadas (1,5 m), el telescopio Hooker, el telescopio Hale de 200 pulgadas, el telescopio Shane y el telescopio Harlan J. Smith se construyeron con instrumentación de focos coudé. El desarrollo de los espectrómetros de rejilla echelle permitió la espectroscopia de alta resolución con un instrumento mucho más compacto, que a veces puede montarse con éxito en el foco Cassegrain.  Desde que en la década de 1980 se desarrollaron monturas para telescopios alt-az controladas por ordenador, baratas y suficientemente estables, el diseño Nasmyth ha suplantado en general al foco coudé para los grandes telescopios.

### Espectrógrafos de fibra óptica
Para los instrumentos que requieren una gran estabilidad, o que son muy grandes y voluminosos, es deseable montar el instrumento en una estructura rígida, en lugar de moverlo con el telescopio. Mientras que la transmisión de todo el campo de visión requeriría un foco coudé estándar, la espectroscopia suele implicar la medición de sólo unos pocos objetos discretos, como estrellas o galaxias. Por lo tanto, es factible recoger la luz de estos objetos con fibra ópticas en el telescopio, colocando el instrumento a una distancia arbitraria del telescopio. Algunos ejemplos de espectrógrafos alimentados por fibra son los espectrógrafos de caza de planetas HARPS o ESPRESSO.
Además, la flexibilidad de las fibras ópticas permite recoger la luz desde cualquier plano focal; por ejemplo, el espectrógrafo HARPS utiliza el foco Cassegrain del telescopio ESO 3.6 m, mientras que el espectrógrafo Prime Focus Spectrograph está conectado al foco principal del Telescopio Subaru.

## Utilización en investigación astronómica

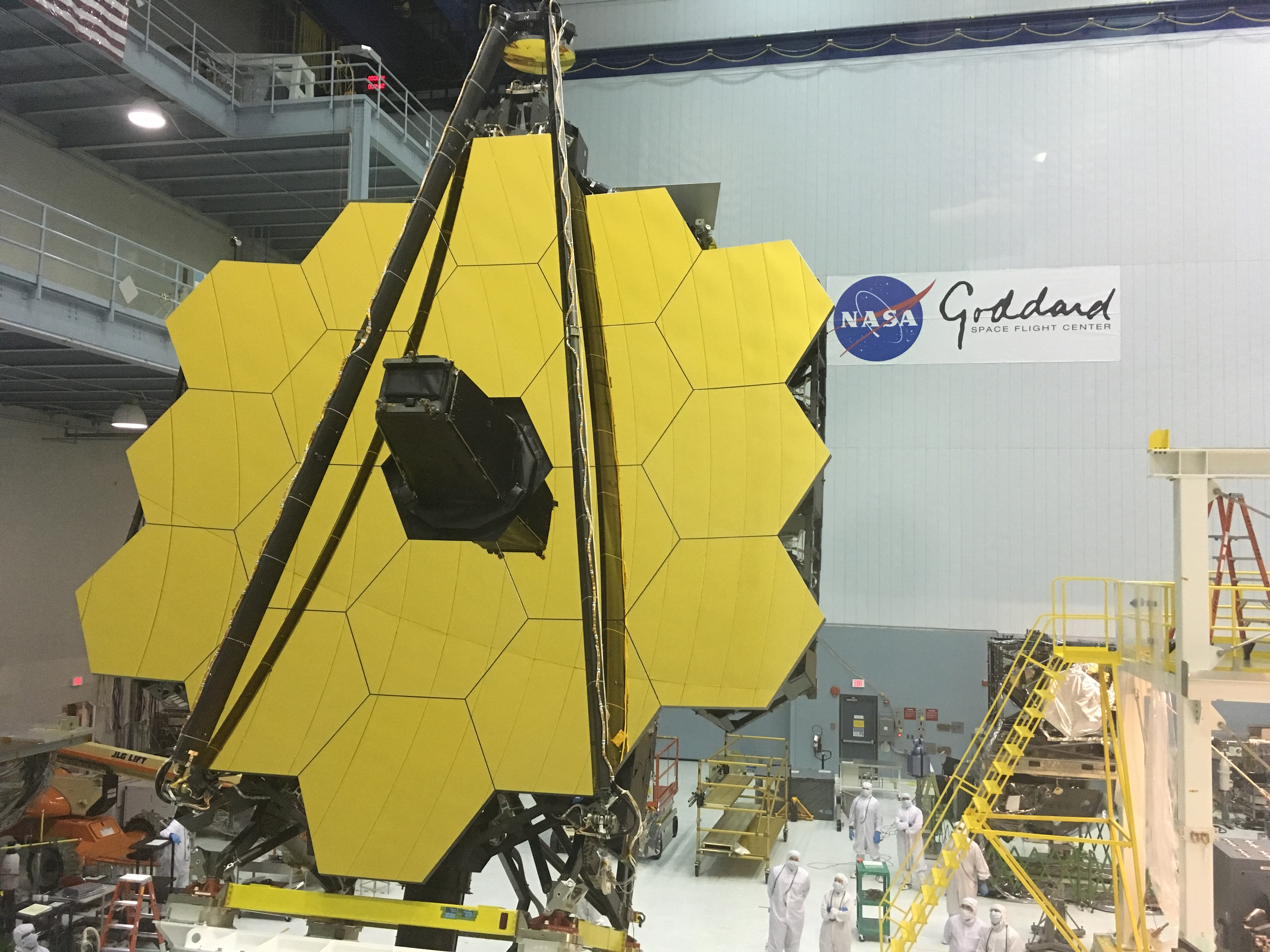
Espejo principal del James Webb Space Telescope montado en el Goddard Space Flight Center, mayo de 2016.

Casi todos los grandes telescopios astronómicos de investigación son reflectores. Esto se debe a varias razones:
- Los reflectores trabajan en un espectro de luz más amplio ya que ciertas longitudes de onda son absorbidas al atravesar elementos de vidrio como los que se encuentran en un refractor o en un telescopio catadióptrico.
- En una lente todo el volumen de material tiene que estar libre de imperfecciones e inhomogeneidades, mientras que en un espejo, sólo una superficie tiene que estar perfectamente pulida.
- La luz de diferentes longitudes de onda viaja por un medio distinto del vacío a diferentes velocidades. Esto provoca aberración cromática. Para reducirla a niveles aceptables, suele ser necesaria una combinación de dos o tres lentes del mismo tamaño de apertura (para más detalles, véase acromático y apocromático). El coste de estos sistemas aumenta considerablemente con el tamaño de la abertura. Una imagen obtenida a partir de un espejo no sufre aberración cromática, y el coste del espejo varía mucho menos con su tamaño.
- La fabricación y manipulación de objetivos de gran abertura plantea problemas estructurales. Dado que una lente sólo puede mantenerse en su lugar por su borde, el centro de una lente grande se hundirá debido a la gravedad, distorsionando la imagen que produce. El mayor tamaño práctico de lente en un telescopio refractor es de aproximadamente 1 metro.[9] En cambio, un espejo puede apoyarse en todo el lado opuesto a su cara reflectante, lo que permite diseños de telescopios reflectores que pueden superar el hundimiento gravitatorio. En la actualidad, los mayores diseños de reflectores superan los 10 metros de diámetro.